# Bahacivka, Krîve Ozero
Bahacivka (în ucraineană Багачівка) este localitatea de reședință a comunei Bahacivka din raionul Krîve Ozero, regiunea Mîkolaiiv, Ucraina.

## Demografie
Componența lingvistică a localității Bahacivka
     Ucraineană (93,96%)
     Română (2,72%)
     Rusă (2,49%)
     Alte limbi (0,83%)
Conform recensământului din 2001, majoritatea populației localității Bahacivka era vorbitoare de ucraineană (93,96%), existând în minoritate și vorbitori de română (2,72%) și rusă (2,49%).